# Pfarrkirche Marz

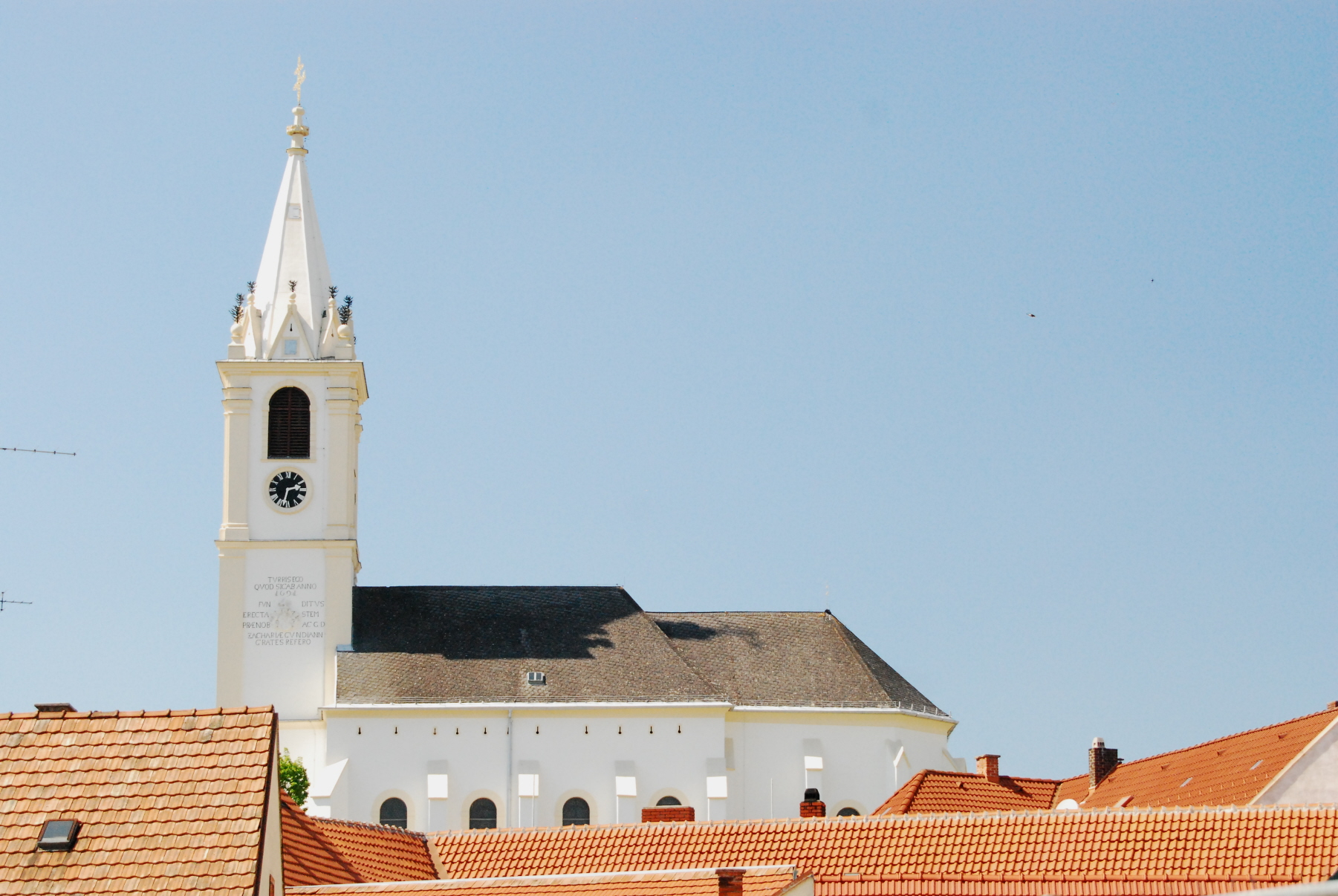
Kath. Pfarrkirche Mariä Krönung in Marz, die Schlüssellochschießscharten der gotischen Wehrkirche sind unter der Dachtraufe des Langhauses erkennbar

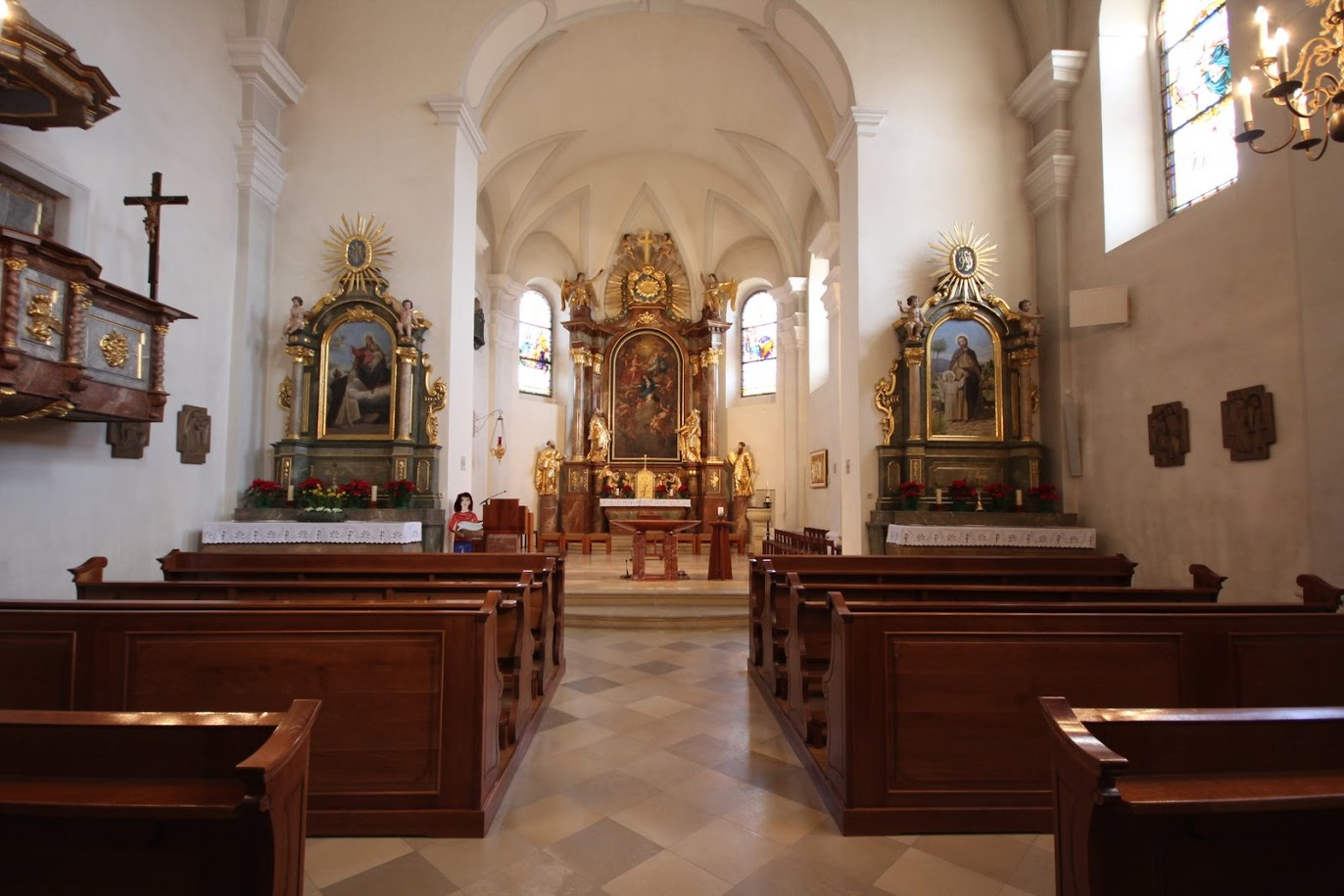
Innenraum

Die römisch-katholische Pfarrkirche Marz steht in erhöhter Lage in der Gemeinde Marz im Bezirk Mattersburg im Burgenland. Die auf das Fest Krönung Mariens geweihte Pfarrkirche gehört zum Dekanat Mattersburg in der Diözese Eisenstadt. Die Kirche steht unter Denkmalschutz (Listeneintrag).

## Geschichte
Eine mittelalterliche Pfarre wurde angenommen. Nach dem Brand (1683) im Türkenkrieg wurde unter Verwendung von gotischem Mauerwerk die Kirche mit dem Stifter Zacharias Gundian (1691) wiederaufgebaut. 1713 erfolgte ein Wechsel des Patroziniums zur Dreifaltigkeit. Nach einem Brand (1733) wurde die Kirche restauriert. Seit Anfang des 20. Jahrhunderts besteht das Patrozinium zur Krönung Mariens. Von 1926 bis 1932 wurde die Kirche generalrestauriert. 1959/1960 war eine Innenrestaurierung. 1975 wurde die Kirche neu ausgemalt. 1979 war eine Außenrestaurierung mit der Freilegung von gotischen Fenstern.

## Architektur
Das gedrungene Kirchenschiff mit Strebepfeilern zeigt unter der Dachtraufe zum Teil vermauerte Schlüssellochscharten von einem gotischen Wehrgang. Der Westfassade wurde ein dreigeschoßiger Westturm vorgesetzt. Der Turm trägt einen steinernen Pyramidenhelm zwischen Giebelchen und Ecktürmchen und zeigt im schmiedeeisernen Kreuz einen Vogel. Die Kirche zeigt an der Südseite die Stiftungsinschrift Zacharias Gundian 1691. Der eingezogene – im Kern gotische – Chor hat hohe einstufige Strebepfeiler und zeigt an einem Strebepfeiler die Jahresangabe 1628.

## Ausstattung
Der bemerkenswerte Hochaltar aus der zweiten Hälfte des 18. Jahrhunderts mit einem hohen Aufbau mit Säulen und Engeln auf den Gebälkkröpfen zeigt im Aufsatz das Auge Gottes. Die Orgel aus 1959 mit 14 Registern stammt von Dreher und Reinisch.